# Resident Evil (série télévisée)
Pour les articles homonymes, voir Resident Evil (homonymie).
Resident Evil est une série télévisée américaine en huit épisodes d'environ 63 minutes, développée par Andrew Dabb et diffusée le 14 juillet 2022 partout dans le monde sur le service Netflix, incluant les pays francophones.
La série est une adaptation de la série de jeux vidéo japonaise Resident Evil de Capcom. Il s'agit de la seconde adaptation de la franchise à la télévision après la série d'animation Infinite Darkness, et de la 8e en prise de vues réelles après les films de la série cinématographique inspirée des jeux.
Elle se déroule dans un univers indépendant, n'ayant donc aucun lien avec les précédentes adaptations, mais prend en compte les événements des jeux de la franchise de Resident Evil jusqu'à Resident Evil Village,,. Alternant deux temporalités, la série suit principalement Billie et Jade Wesker, les deux filles adoptives d'Albert Wesker, nées dans d'étranges circonstances.

## Synopsis
En 2022, vingt ans ont passé depuis la mystérieuse destruction de Raccoon City par le gouvernement américain. Sœurs jumelles de 14 ans, Billie et Jade Wesker, emménagent avec leur père Albert, à New Raccoon City, une ville créée de toutes pièces par Umbrella Corporation en Afrique du Sud. Cette multinationale, spécialisée dans la recherche pharmaceutique, est en déficit d'image, la faute à de nombreux scandales l'ayant éclaboussée durant les années précédentes. La multinationale est maintenant dirigée par Evelyn Marcus, fille de James Marcus, l'un de ses fondateurs, et qui cherche à redorer le blason de sa société. Le déménagement de la famille Wesker est dû au fait que Umbrella a proposé à Albert, ayant travaillé auparavant pour la multinationale, un poste à responsabilités afin d'apporter son aide à contrôler le virus T, une arme biologique rétrovirale. Les deux sœurs vont alors découvrir les sombres secrets de la ville et d'Umbrella.
En 2036, le virus T a ravagé le monde et réduit l'humanité à 300 millions de réfugiés, vivant dans des cités-états fortifiées. Cités entourées par six milliards de monstres ayant contracté le virus. Umbrella est la seule organisation restante sur terre et bénéficie ainsi d'un grand pouvoir d'action ainsi que d'un arsenal militaire important. Elle est à la recherche de Jade, dont l’objectif est de les détruire.

## Distribution

### Acteurs principaux
- Ella Balinska (VF : Déborah Claude) : Jade Wesker
  - Tamara Smart (VF : Mélissa Berard) : Jade Wesker, jeune
- Adeline Rudolph (VF : Noémie Orphelin) : Billie Wesker
  - Siena Agudong (en) (VF : Lila Lacombe) : Billie Wesker, jeune
- Paola Núñez (VF : Ingrid Donnadieu) : Evelyn Marcus
- Lance Reddick (VF : Thierry Desroses) : Albert « Al » Wesker / Bert Wesker / Alby Wesker / Albert Wesker

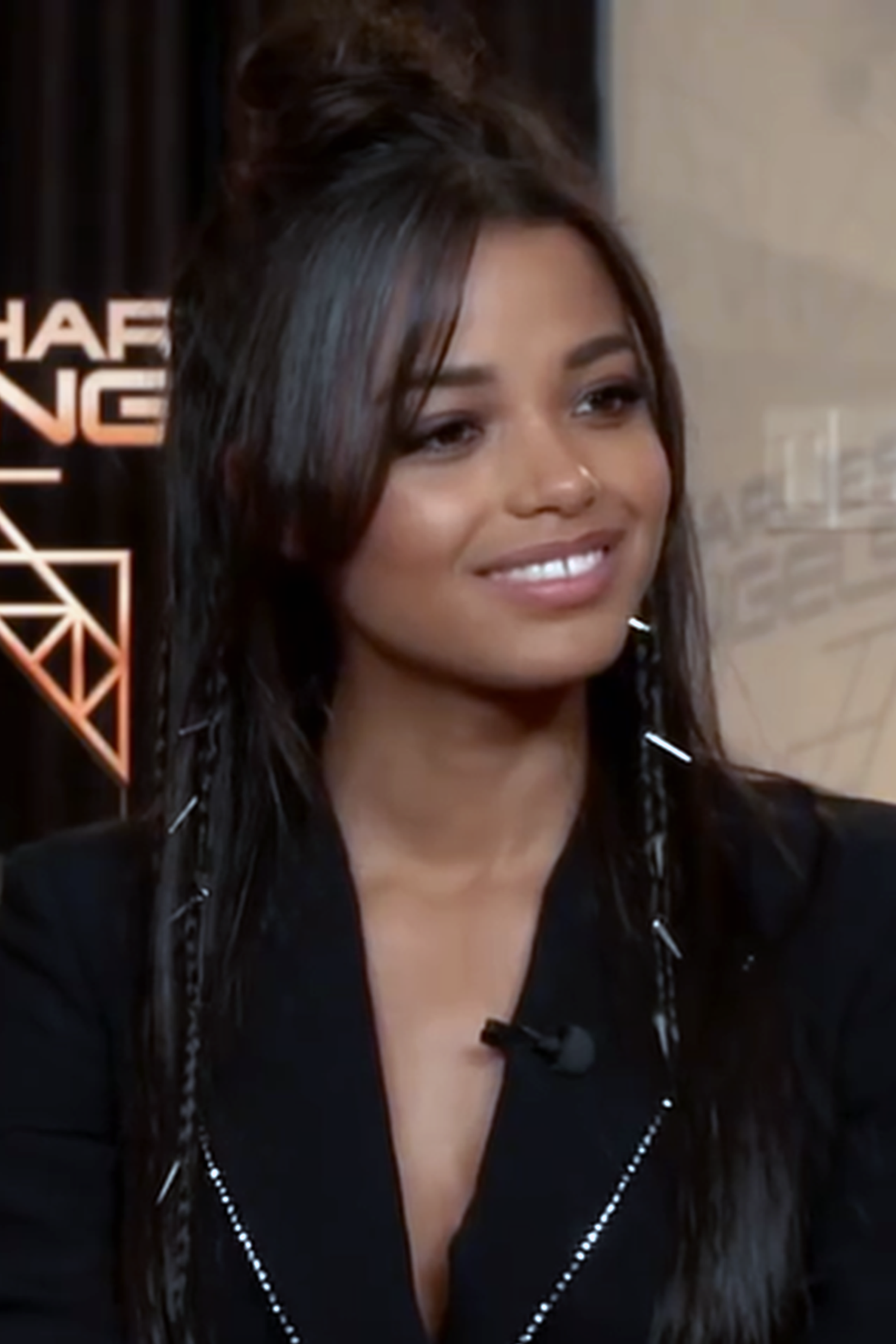
Ella Balinska interprète Jade.
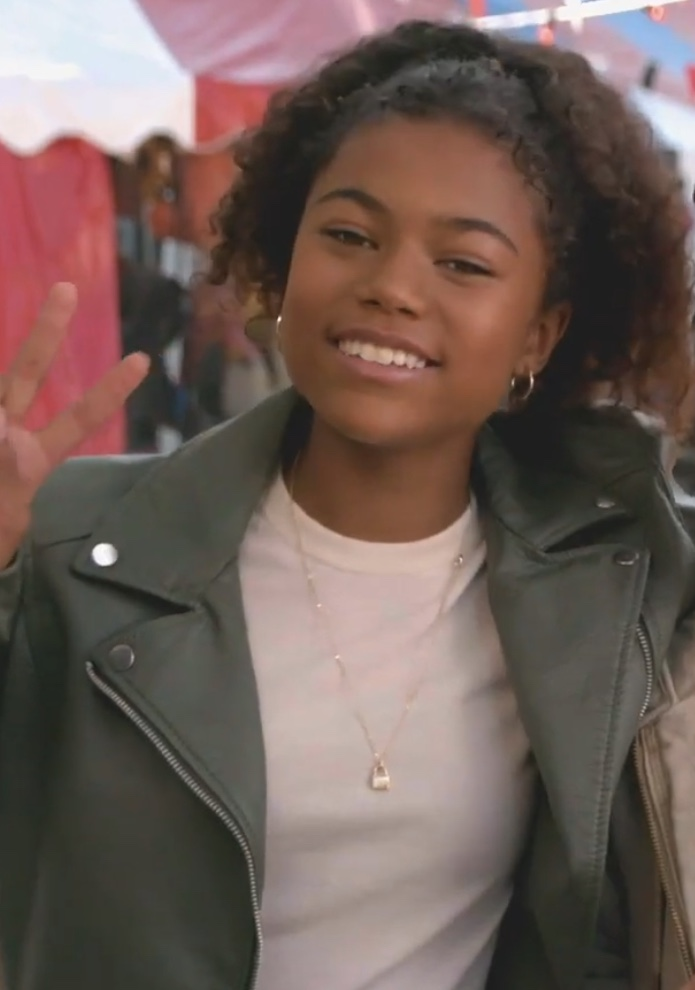
Tamara Smart interprète Jade jeune.
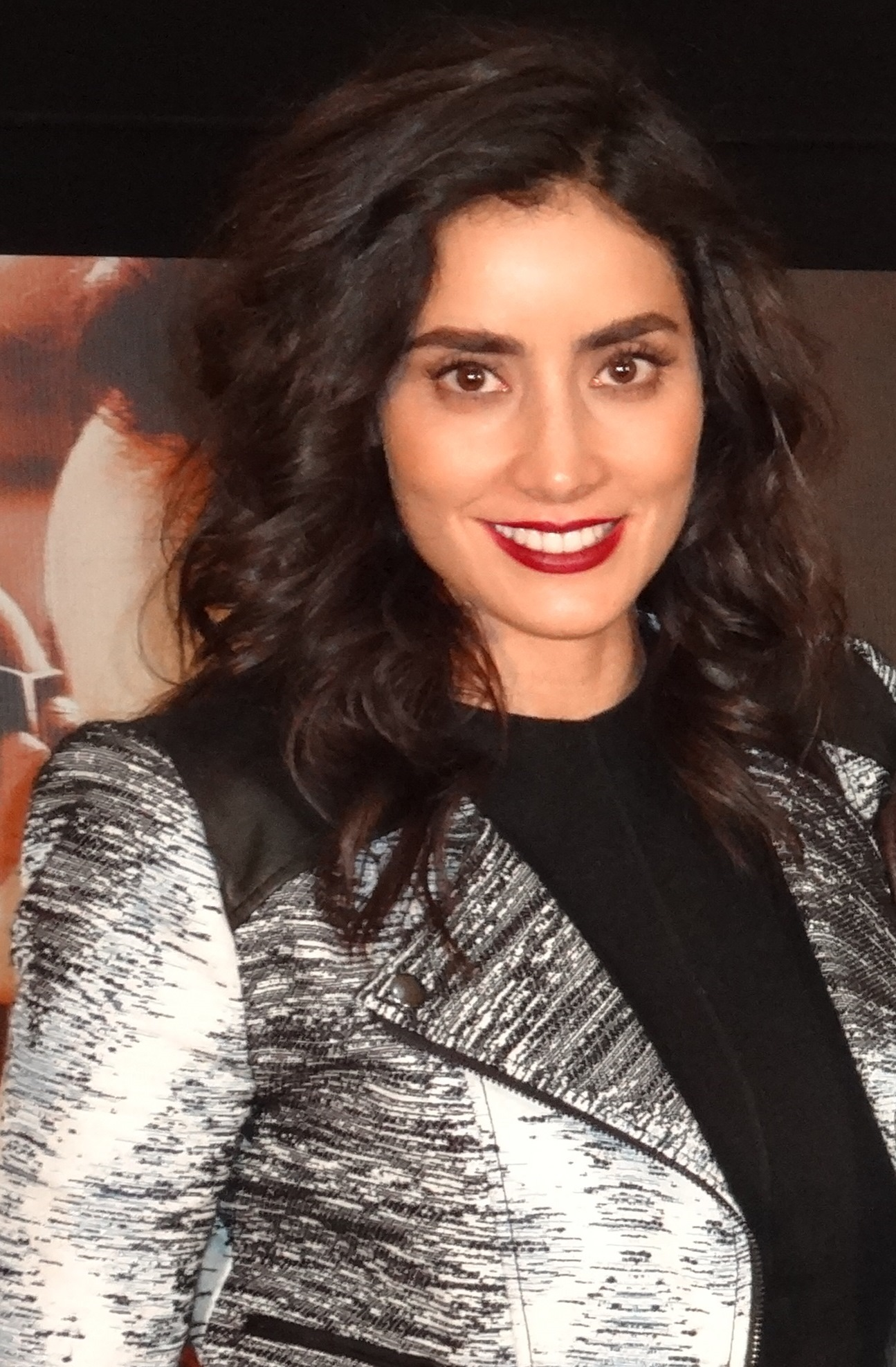
Paola Núñez interprète Evelyn.
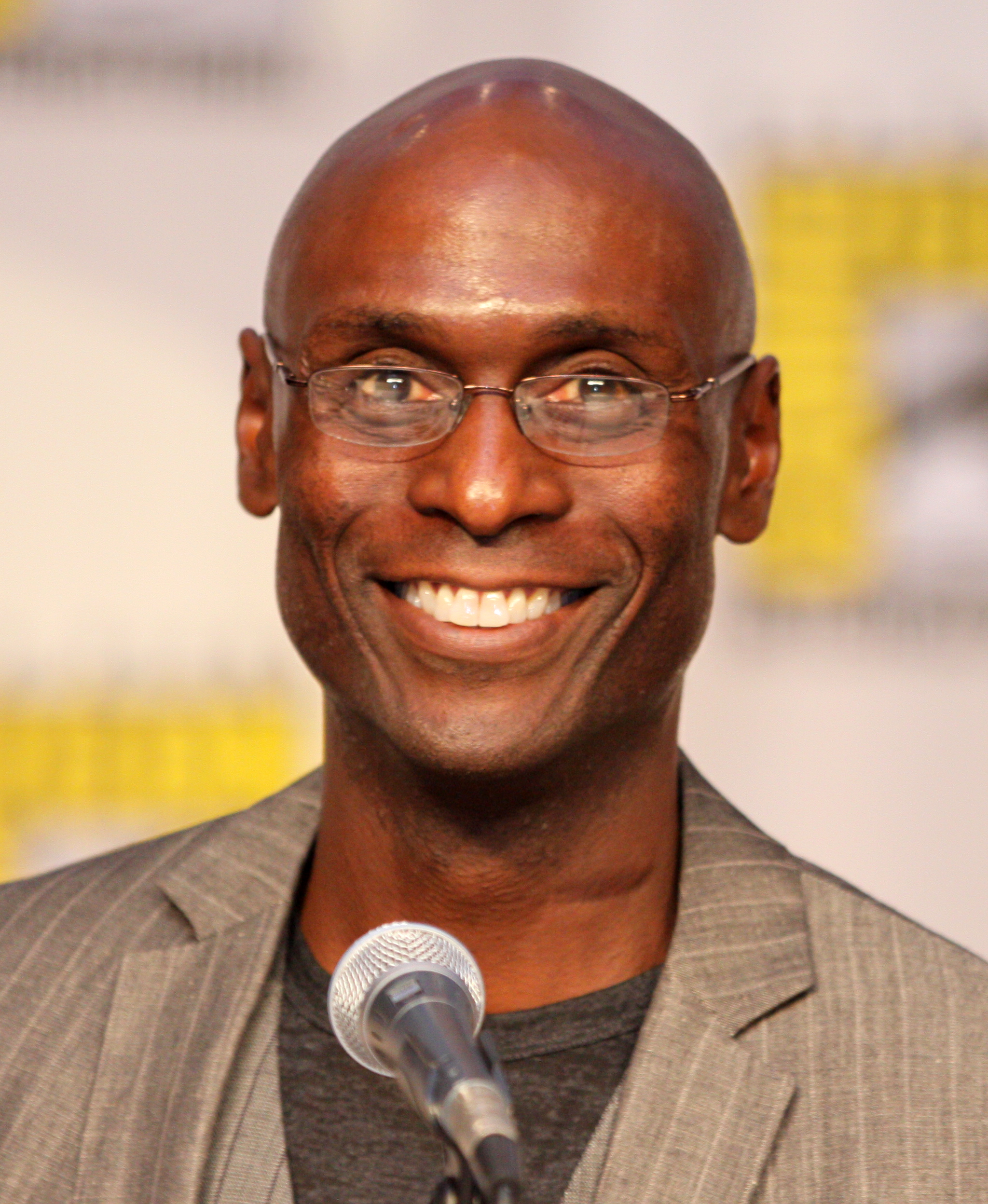
Lance Reddick interprète Albert.

### Acteurs récurrents
- Anthony Oseyemi (en) : Roth
- Connor Gosatti (VF : Oscar Douieb) : Simon Marcus
- Ahad Raza Mir (en) : Arjun « Arj » Batra
- Pedro de Tavira Egurrola : Angel Rubio
- Ella Zieglmeier : Bea Batra-Wesker
- Turlough Convery (en) (VF : Christophe Lemoine) : Richard Baxter
- Emily Child : Diana Marcus

## Production

### Développement
En janvier 2019, il est dévoilé que Netflix et Constantin Film développent une série télévisée basée sur la série de jeux vidéo japonaise Resident Evil de Capcom, dont Constantin Film disposent des droits d'adaptations. Il est dans un premier temps annoncé que la série se déroulerait dans l'univers de l'hexalogie cinématographique lancée par Paul W. S. Anderson avec Milla Jovovich. Le service passe la commande d'une première saison de huit épisodes en août 2020. Il est alors confirmé que la série n'aurait aucun lien avec les films d'Anderson et qu'elle est développée par Andrew Dabb, également producteur délégué et show runner. Le réalisatrice canadienne Bronwen Hughes signe pour réaliser les deux premiers épisodes.
Alors que la production devait commencer en juin 2020, elle est repoussée à cause de la pandémie de Covid-19. L'équipe profite de ce temps pour retravailler le projet sous la supervision de Jeffrey Howard, l'un des producteurs délégués, à la place de Dabb qui travaillait alors sur un autre projet.
La promotion de la série démarre en novembre 2021 avec la publication de plusieurs images promotionnelles. La première bande-annonce est mise en ligne en mai 2022. Le même mois, Dabb dévoile que les événements des jeux de la franchise, du premier à Resident Evil Village, seront pris en compte et servent de base à la série,,.
En août 2022, le service annonce l'annulation de la série au terme de sa première et unique saison.

### Distributions des rôles
En juin 2021, Lance Reddick signe pour le rôle d'Albert Wesker. Quand Andrew Dabb dévoile en mai 2022 que la série prend en compte les événements des jeux, il est interrogé sur les différences physiques entre le Albert des jeux et celui de la série. Dabb confirme alors que ce changement est lié à l'intrigue de la série.
Parallèlement, Adeline Rudolph et Siena Agudong sont annoncées dans le rôle de Billie Wesker, ainsi que Ella Balinska et Tamara Smart dans celui de Jade Wesker. Paola Núñez signe pour le rôle de Carol, l'assistante de Wesker, avant qu'il ne soit dévoilé qu'elle interprétera en réalité Evelyn Marcus, la fille de James Marcus,.

### Tournage
Le tournage de la première saison s'est déroulé entre février 2021 et juin 2021 en Afrique du Sud.

### Fiche technique
- Titre original : Resident Evil
- Développement : Andrew Dabb, d'après Resident Evil de Capcom
- Décors : James Foster
- Costumes : Danielle Knox
- Casting : Suzanne Smith
- Musique : Gregory Reveret
- Production : Martin Moszkowicz
- Producteur délégués : Andrew Dabb, Mary Leah Sutton, Oliver Berben, Robert Kulzer et Bronwen Hughes
- Sociétés de production : Amalgamated Nonsense et Constantin Film
- Sociétés de distribution : Netflix
- Pays d'origine :  États-Unis
- Langue originale : anglais
- Format : Couleur - 1080p (HDTV) / 2160p (4K UHD)
- Genre : série d'horreur et de science-fiction
- Durée : 46–63 minutes

 Sauf indication contraire, les informations mentionnées dans cette section peuvent être confirmées par la base de données cinématographiques IMDb,  présente dans la section « Liens externes ».

## Épisodes
1. Bienvenue à New Raccoon City (Welcome to New Raccoon City)
2. Le diable (The Devil You Know)
3. La lumière (The Light)
4. La transformation (The Turn)
5. Les vidéos (Home Movies)
6. C'était une petite fille (Someone's Little Girl)
7. Le parasite (Parasite)
8. Les révélations (Revelations)